# Hipòtoe
|  | Per a altres significats, vegeu «Hipòtoe (nereida)». |

Segons la mitologia grega, Hipòtoe (grec antic: Ἱπποθόη) va ser una heroïna filla de Mèstor (fill de Perseu i Andròmeda) i de Lisídice, filla de Pèlops.
Posidó la va raptar i la va portar a les Illes Equínades. Es va unir amb ella i d'aquesta unió va néixer Tafi, pare de Pterelau, rei dels telèboes.